# Keshabpur Upazila
Keshabpur Upazila är ett underdistrikt i Bangladesh. Det ligger i den sydvästra delen av landet, 150 km sydväst om huvudstaden Dhaka.
Trakten runt Keshabpur Upazila består till största delen av jordbruksmark. Runt Keshabpur Upazila är det mycket tätbefolkat, med 1 177 invånare per kvadratkilometer.